# Македония (площад в Скопие)
Вижте пояснителната страница за други значения на Македония.
„Македония“ (на македонска литературна норма: „Македонија“) е основният площад на град Скопие, столицата на Северна Македония. Той е най-големият в страната с площ 18 500 м2.
Разположен е на голямо кръстовище в центъра на града. Пресича река Вардар. Изграден е в периода 1920 - 1940 година. Преди това без официално име, по времето на Федеративна народна република Югославия е наименуван „Маршал Тито“. Първоначално е разширена част от улицата от дясната страна на Стария мост (Камен мост), който свързва лявата част на града с първата железопътна гара в Скопие (днес Музей на град Скопие). На площада са разположени голям брой значими обекти като Народната банка на Република Македония, Офицерският дом, Ристичевата палата и други.
Служи като политическо и културно средище. На площада обикновено се провеждат коледните празненства. Независимостта на Република Македония от Югославия е обявена на площада от първия неин президент Киро Глигоров в 1991 година. Площадът е в процес на обновяване и много от сградите на него са в ремонт.
Правителството на Севера Македония обявява, че е включен в проекта „Скопие 2014“, в рамките на който на площад „Македония“ се издигат 20 статуи, сред които на Гоце Делчев, Даме Груев, Александър III Македонски (чийто паметник официално е наречен „Воин на кон“. Проектът е на стойност 80 милиона евро.
Големите улици, които се вливат в площада, са „Максим Горки“, „Димитър Влахов“ и „Македония“. В 2011 година улица „Димитър Влахов“ е превърната в пешеходна.
- Статуята „Воин на кон“ през нощта
- Статуята на Гоце Делчев
- Площадът от друг ъгъл